# Internet Explorer для UNIX
Internet Explorer для UNIX (сокр. IE для UNIX) — проприетарный браузер с графическим интерфейсом, доступный для бесплатной загрузки и созданный компанией Microsoft для использования в системе X Window System в Solaris и HP-UX. Разработка прекратилась с версии Internet Explorer 5 в 2001 году, поддержка прекратилась в 2002 году.

## Разработка
В мае 1996 появилось сообщение о том, что Стивен Гуггенхеймер (англ. Steven Guggenheimer) подтвердили, что думают над портированием Internet Explorer в UNIX, но пока не знают, как это сделать. Далее сообщалось, что Стив Балмер, а затем и исполнительный директор Microsoft, заинтересовались созданием IE для того, чтобы поддержать войну браузеров: В погоне за большой частью рынка браузеров, Microsoft хочет, чтобы браузер поставлялся вместе с ПК и рабочими станциями. Балмер намекнул, что UNIX — является целью OEM-стратегии для выхода на первое место в рынке браузеров, обогнав при этом компанию Netscape Communications, держащую 85% всего рынка браузеров. 
|  | Мы можем просто взять его [этот рынок]Стив Балмер |

В июне Microsoft начала сотрудничать с Bristol Technology по разработке приложения для портирования Wind/U, чтобы портировать Internet Explorer из Windows в Unix. В это же время Bristol также имела контракт с Microsoft по открытию исходных кодов Windows компании с сентября 1994 по сентябрь 1997. Проект был официально представлен Microsoft в конце июля 1996 как полностью портированная версия IE для «Solaris и других популярных версий UNIX», которая будет закончена до конца года и будет иметь «такую же функциональность, как у Internet Explorer 3», таким образом «предоставляя полноценную поддержку пользователей на всех операционных системах […] полностью поддерживая все открытые стандарты, включая HTML, ActiveX и Java».
Тем не менее, после того, как в сентябре 1997 года Bristol не смогли полностью выполнить условия Microsoft, Microsoft перестали с ними сотрудничать, составив контракт с компанией Mainsoft, являющейся основным конкурентом Bristol Technology, на программу MainWin XDE,. Из-за того, что версия Internet Explorer 3 была уже устаревшей, было решено портировать Internet Explorer 4 (которая была выпущена для Windows несколькими месяцами ранее), который использовал новый движок рендеринга Microsoft Trident. Бета-версия для Solaris была опубликована 5 ноября 1997 года с планом выпустить финальную версию к марту 1998 года.
Тод Нильсон, главный менеджер группы ИТ-пропагандистов Microsoft, в шутку заявил, что компания хочет провести запуск браузера в музее Ripley's Believe It or Not! в Сан-Франциско из-за того, что многие не верили в реальность выпуска подобного продукта, считая его vaporware. Далее сообщалось, что запланирован выпуск браузера на платформах HP-UX, IBM AIX и Irix (на тот момент MainWin XDE 3.0 была доступна лишь в версии для «Solaris SPARC 2.51», однако версия MainWin XDE 2.1 была доступна для более широкого спектра платформ, таких как: Solaris SPARC 2.51, Solaris Intel 5.5.1, SunOS 4.1.4, Irix 5.3, Irix 6.2, HP UX 10.2 и IBM AIX 4.1.5). В итоге IE 4 для Solaris была представлена 4 марта 1998. Позже в этом же году была выпущена версия для HP-UX.
5 марта 1998 Microsoft достигла урегулирования проблемы с компанией Bristol, возникшей в результате согласия по IE. В 1999 году была выпущена версия IE 5 для Unix. В 2001 году был выпущен пакет обновления к IE 5.0 для UNIX.

## Версии
Существует 9 версий Internet Explorer, официально поддерживаемых Microsoft:
- Для Solaris:
  - 4.01 40-bit
  - 4.01 128-bit
  - 5.0 40-bit
  - 5.0 128-bit
  - 5.0 SP1 Beta 128-bit
- Для HP-UX:
  - 4.01 40-bit
  - 4.01 128-bit
  - 5.0 40-bit
  - 5.0 128-bit

Во всяком случае, архивы копии сайта IE для UNIX показывают, что Service Pack 1 был выпущен как для Solaris, так и для HP-UX. Остаётся поднятым вопрос, почему среди списка версий нет этой версии; Microsoft выпустила обновления для 128-битного шифрования, это такие версии, как:
- 5.0 SP1 Beta 128-bit для HP-UX
- 5.0 SP1 128-bit для Solaris
- 5.0 SP1 128-bit для HP-UX

### Системные требования
Для Internet Explorer 4 были установлены следующие системные требования:
| Параметр                   | Требуемое значение                                                                    |
| -------------------------- | ------------------------------------------------------------------------------------- |
| Система                    | Sparcstation 2 и выше для Solaris                                                     |
| Система                    | HP 9000 Enterprise Server, HP 9000 Workstation или HP Visualize Workstation для HP-UX |
| Операционная система       | Английская версия Solaris 2.5 и выше для Solaris                                      |
| Операционная система       | английская версия HP-UX Operating System 10.20 и выше для HP-UX                       |
| Оперативная память         | 32 МБ (рекомендовано 64 МБ) для Solaris                                               |
| Оперативная память         | 64 МБ (рекомендовано 96 МБ) для HP-UX                                                 |
| Место на диске             | 65 МБ для Solaris                                                                     |
| Место на диске             | 72 МБ для HP-UX                                                                       |
| Размер установочного файла | 13.9 МБ для Solaris                                                                   |
| Размер установочного файла | 18.3 МБ для HP-UX                                                                     |

## Замечания к выпускуInternet Explorer 5
Вот некоторые пункты из README-файла для Internet Explorer 5:
- Internet Explorer 5 для UNIX поддерживает большинство функций и технологий Internet Explorer для Windows, но всё же немного отличается. Например, Internet Explorer для UNIX не поддерживает загружаемые элементы управления ActiveX или просмотр и организацию локальных файлов и папок в пределах окна браузера. Также браузер не включают в себя фильтры и переходы в CSS, компонент редактирования DHTML и HTML. Internet Explorer для UNIX предлагает некоторые функции, которых нет на версии Windows, например, Emacs.
- В Microsoft была группа новостей под названием «microsoft.public.inetexplorer.unix» на своем общедоступном сервере новостей Microsoft News.
- Строка User Agent меняется в зависимости от операционной системы.

| Платформа                  | User-string                                                     |
| -------------------------- | --------------------------------------------------------------- |
| SPARC 5, Solaris 2.5.1     | Mozilla/4.0 (compatible; MSIE 5.0; SunOS 5.5.1 sun4m; X11)      |
| Any Ultra, Solaris 2.5.1   | Mozilla/4.0 (compatible; MSIE 5.0; SunOS 5.5.1 sun4u; X11)      |
| Any Ultra, Solaris 2.6     | Mozilla/4.0 (compatible; MSIE 5.0; SunOS 5.6 sun4u; X11)        |
| HP 9000 C-180, HP-UX 10.20 | Mozilla/4.0 (compatible; MSIE 5.0; HP-UX B.10.20 9000/780; X11) |
| HP 9000 K-250, HP-UX 10.20 | Mozilla/4.0 (compatible; MSIE 5.0; HP-UX B.10.20 9000/802; X11) |

## Исчезновение с рынка
Страница IE для Unix была удалена с сайта Microsoft в третьем квартале 2002 года без каких-либо разъяснений, и заменена текстом: «Мы искренне сочувствуем, однако Internet Explorer для UNIX не доступна больше для загрузки.» Было замечено, что хоть и страница была удалена, ссылка для загрузки всё ещё оставалась рабочей некоторое время. Microsoft объяснила удаление страницы тем, что надежды не были оправданы.